# هندریک اومس
هندریک اومس (هلندی: Hendrik Ooms; ۱۸ مارس ۱۹۱۶ – ۶ دسامبر ۱۹۹۳) دوچرخه‌سوار اهل هلند بود.
وی در مسابقات کشوری و بین‌المللی در مجموع برندهٔ ۱ مدال نقره شده‌است.